# 草野钩丝壳
草野钩丝壳（学名：Uncinula kusanoi）是属于白粉菌目白粉菌科钩丝壳属的一种真菌，寄生在榆科植物上。该种分布于中国、日本。